# Blackburn Shark
Blackburn Shark byl britský palubní torpédový bombardér, stavěný v druhé polovině 30. let 20. století. Byl používán britským námořním letectvem, kanadským letectvem a portugalským námořnictvem. Už v roce 1937 byl považován za zastaralý a později byl ve službě nahrazen typem Fairey Swordfish.

## Vývoj
Blackburn Shark byl nejprve vyvíjen jako soukromá iniciativa společnosti Blackburn. Firma reagovala na specifikace S.15/33 na vývoj průzkumného a torpédového bombardovacího letounu s tříčlennou posádkou. V přední kabině seděl pilot, v zadní pozorovatel a střelec. Kabina byla otevřená u verze Mk I a u verze Mk III uzavřená průhledným překrytem. Výzbroj se skládala z pevného kulometu 7,7 mm, pohyblivého kulometu umístěného na oběžném kruhu a podvěšeného torpéda či odpovídajícího nákladu pum.
První prototyp s motorem Armstrong Siddeley Tiger IV o výkonu 700 k poprvé vzlétl 24. srpna 1933 a jeho testy začaly v listopadu téhož roku. Palubní zkoušky na letadlové lodi HMS Courageous byly úspěšné a Blackburn Shark se stal vítězem soutěže. Sériová výroba byla objednána v srpnu 1934 a znovu v lednu 1937.
První prototyp byl později vybaven plováky a v dubnu 1935 absolvoval řadu dalších testů. Celkem bylo pro britské námořní letectvo postaveno 238 letounů Blackburn Shark. Dalších šest letounů verze Mk IIA bylo dodáno Portugalsku.

## Operační nasazení

### RAF
Sériová výroba dala celkem 16 kusů varianty Mk I (s motorem Tiger IV), 126 kusů varianty Mk II (s výkonnějším motorem Tiger VI o 760 hp) a 95 kusů varianty Mk III (krytá kabina, motor Bristol Pegasus III o výkonu 800 hp).
Na přelomu 1937/1938 bylo 22 strojů upraveno pro vlekání cílů a sloužily k výcviku až do roku 1942. V době vypuknutí druhé světové války operovalo menší množství Sharků v Singapuru. Poté, co do války vstoupilo Japonské císařství, byly tyto Sharky nasazeny proti japonské invazi.

### Royal Canadian Air Force
RCAF si od FAA zapůjčilo sedm kusů varianty Mk II. Stroje byly používány od roku 1936 při pobřežním hlídkování. V roce 1939 byly zapůjčeny další dva kusy Mk III, kreté následovalo 17 identických strojů vyrobených v kanadské licenci firmou Boeing Aircraft of Canada ve Vancouveru. Ty měly silnější motor Bristol Pegasus IX o výkonu 840 hp. Sharky sloužící v RCAF létaly (často s plováky) do srpna 1944. Pět z nich bylo poté přesunuto na Trinidad, kde sloužily v letecké škole pro pozorovatele.

## Specifikace

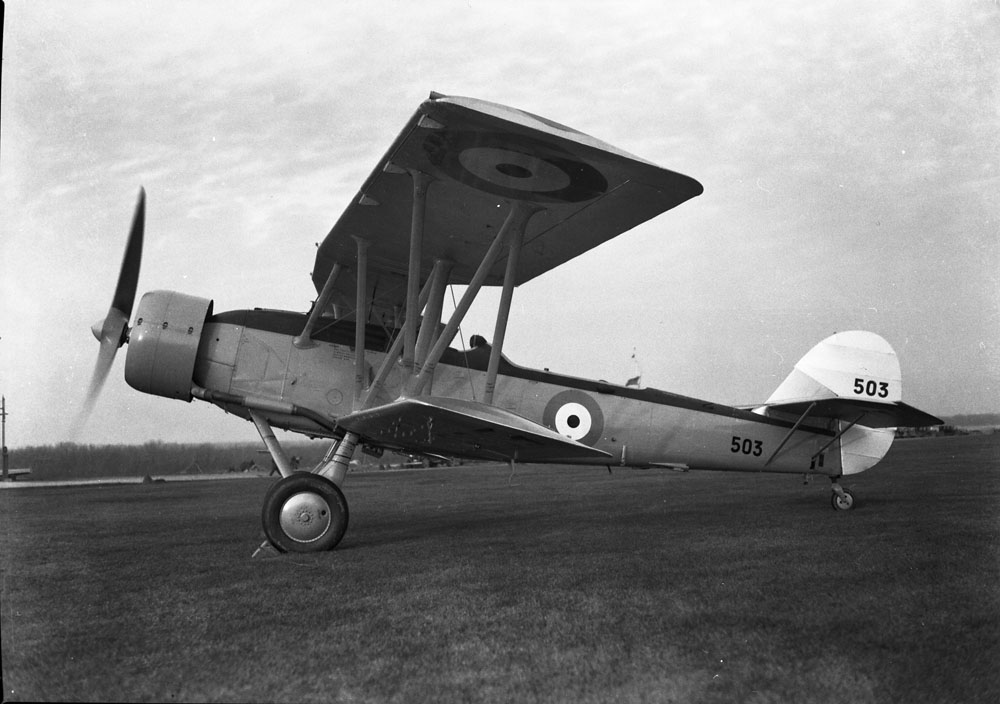
Blackburn Shark

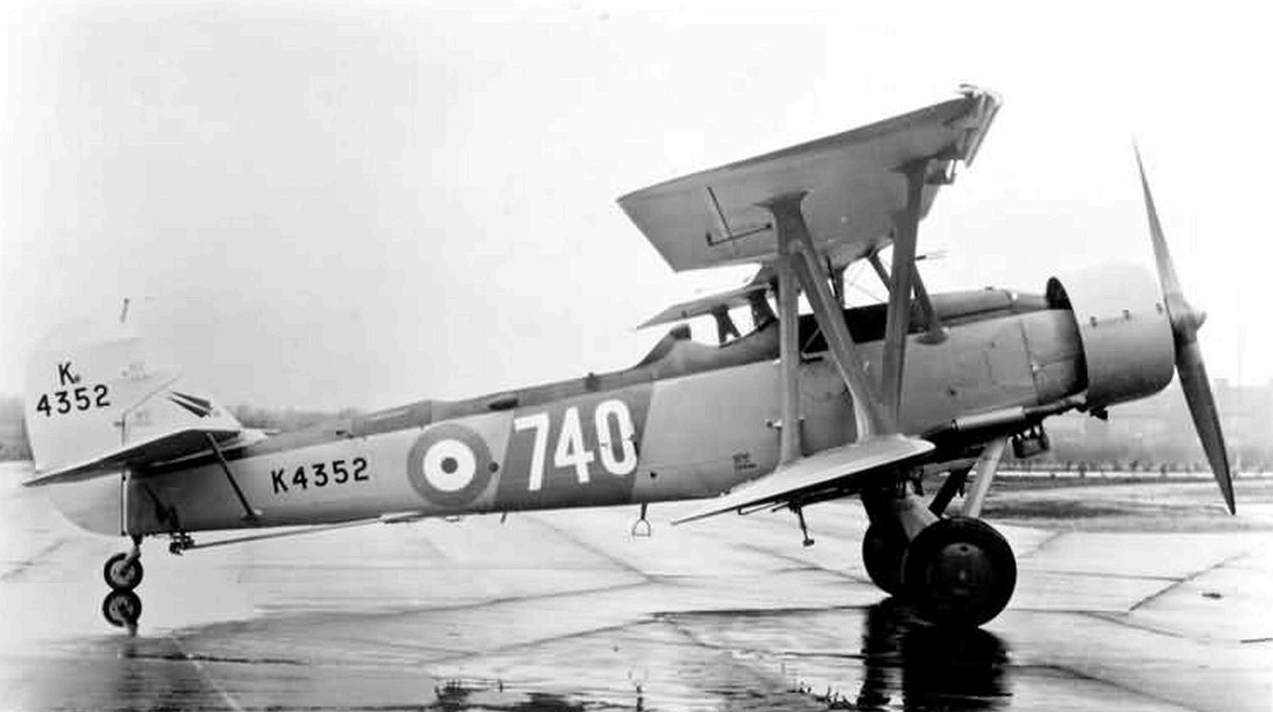
Blackburn Shark (K4352)

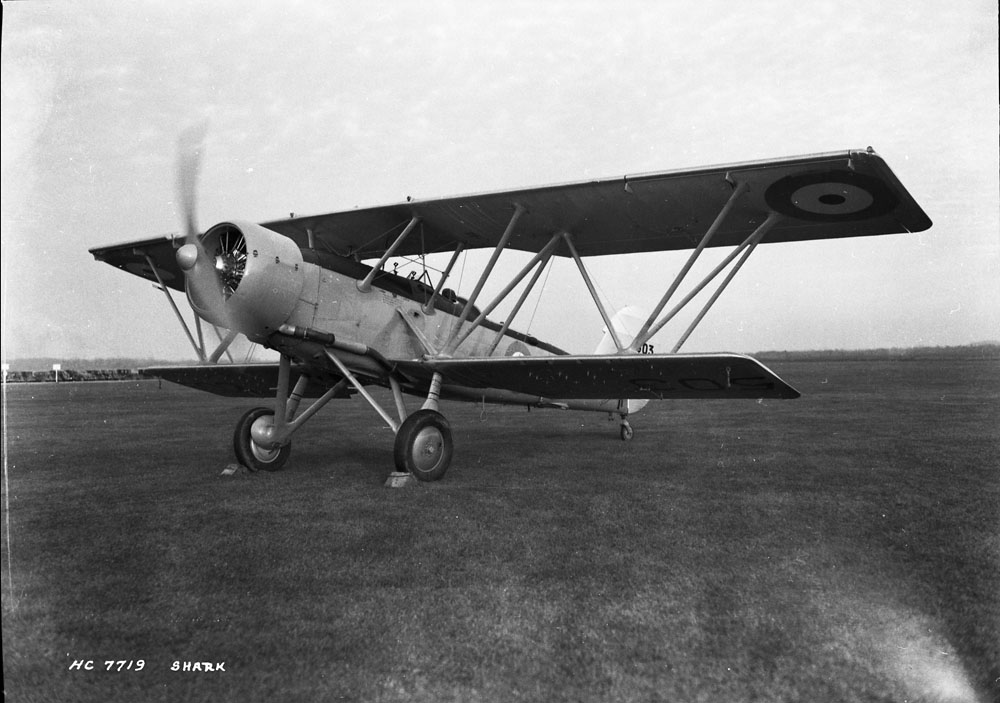
Blackburn Shark

### Technické údaje
- Posádka: 3
- Rozpětí: 14,02 m
- Délka: 10,75 m
- Výška: 3,68 m
- Nosná plocha: 45 m²
- Hmotnost prázdného letounu: 1836 kg
- Vzletová hmotnost: 3687 kg
- Pohonná jednotka: 1× čtyřdobý zážehový vzduchem chlazený dvouhvězdicový čtrnáctiválec Armstrong Siddeley Tiger VI
  - Výkon motoru: 760 hp (567 kW)

### Výkony
- Maximální rychlost: 242 km/h
- Cestovní rychlost: 190 km/h
- Dostup: 4760 m
- Stoupavost: 4,55 m/s
- Dolet: 1006 km
- Vytrvalost: 4,9 hodin
- Plošné zatížení: 81,9 kg/m²

### Výzbroj
- 2× 7,7mm kulomet (pevný a pohyblivý pro střelce)
- 1× 18palcové torpédo, nebo 727 kg (1600 lb) pum